# Злосела
Злосела је насељено мјесто у Босни и Херцеговини, у општини Купрес, које административно припада Федерацији Босне и Херцеговине. Према попису становништва из 2013, у насељу је живјело 392 становника.

## Становништво
Према попису из 1991. године, укупно је живјело 674 становника.
| Националност       | 1991.        |
| Хрвати             | 668 (99,10%) |
| Срби               | 5 (0,74%)    |
| остали и непознато | 1 (0,14%)    |
| укупно             | 674          |